# Landeszentrum für erneuerbare Energien Mecklenburg-Vorpommern

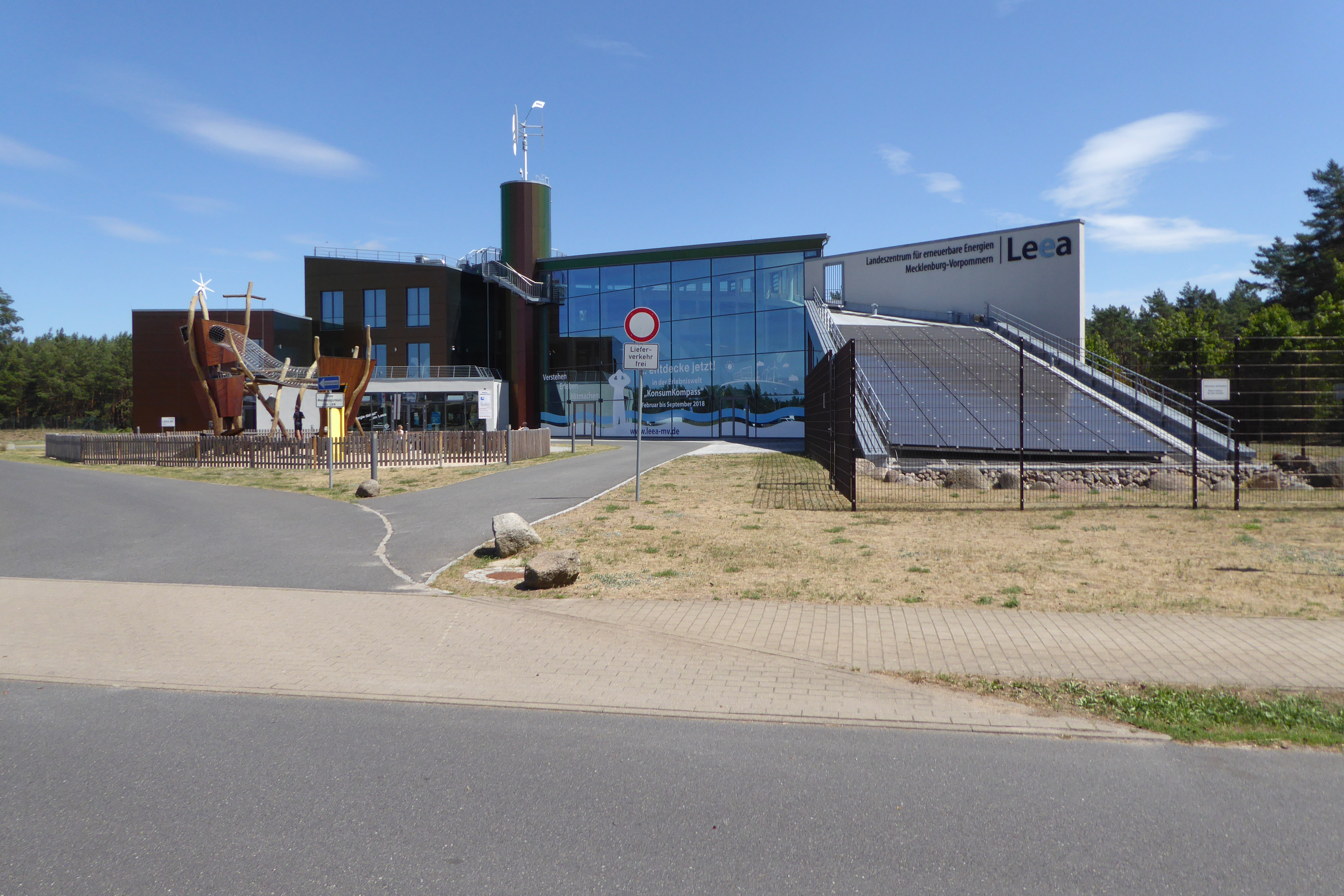
Eingangsbereich des Leea mit Spielplatz

Das Landeszentrum für erneuerbare Energien Mecklenburg-Vorpommern (Leea) in Neustrelitz wurde nach der Grundsteinlegung im März 2011 am 23. September 2012 eröffnet. Es steht unter dem Motto: „Erneuerbare Energien: erleben – verstehen – mitmachen“. Mit dem Leea sollen Aktionen gebündelt sowie die Gesamtthematik der Erneuerbaren Energien in Mecklenburg-Vorpommern weiterentwickelt werden. Dadurch wird dem Klimaschutz und der Energiewende bundesweit eine Plattform gegeben. Durch sein Konzept und seine Inhalte fördert das Landeszentrum zugleich Wissenschaft und Forschung, Erziehung sowie Bildung.

## Beschreibung
Das Leea ist ein Komplex in Neustrelitz mit der Adresse Am Kiefernwald 1. Es beherbergt:
- Landeszentrum für erneuerbare Energien Mecklenburg-Vorpommern GmbH
- den Verein Leea e. V.
- Leea Erlebniswelt – mit modernen Techniken werden aktuelle Themen der Energiegewinnung dargestellt und visualisiert. Das Bereichsteam organisiert Experimente vor allem für Kinder und Jugendliche zur Erlangung von neuem Wissen.[6]
- Leea Unternehmenswelt – Wirtschafts- und Industrieunternehmen präsentieren ihre Energieanlagen und Produkte[6]
- Leea Akademie – Anbieter für bedarfsgerechte Weiterbildungen in Neustrelitz: zielgruppenangepasste Weiterbildungsmaßnahmen für Fach- und Führungskräfte.[6]
- Mecklenburgische Seenplatte: Die innovative Netzwerkregion für Bioenergie
- Landesenergie- und Klimaschutzagentur Mecklenburg-Vorpommern GmbH (LEKA MV)[7]

## Ausstellungen und Attraktionen
Im öffentlich zugänglichen Bereich gibt es unter anderem die Dauerausstellung Ressourcenkammer Erde (170 m², seit 2015), ein Schülerlabor (seit 2014) sowie eine XXL-Carrera-Bahn und im Außenbereich den Abenteuerspielplatz Energie-Kraft-Werk (seit 2015). Die Dauerausstellung Ressourcenkammer Erde gliedert sich in die thematischen Bereiche: Müritz-Ötzi, Wald, Wasser, Sonne, Erdwärme, Wind und Biomasse und behandelt unter anderem Fragen wie: Kann die Erde uns  Menschen  mit  der  Energie  versorgen,  die  wir  zum  Leben  brauchen? und Wie kann unsere Energieversorgung an sich und speziell durch erneuerbare  Energien funktionieren?
Weitere dauerhafte Sonderausstellungen im Leea sind:
- Zukunft – warum erneuerbar
- Reaktorunglück in Tschernobyl (Fotodokumentation)[9]

## Akteure
Das Leea ist ein Projekt der Stadtwerke Neustrelitz GmbH in Partnerschaft mit dem Land Mecklenburg-Vorpommern; Förderverein Leea e. V., Ministerien des Landes, Vereine und Unternehmen im Bereich erneuerbare Energien.

## Kosten, Finanzierung und Betrieb
Der Aufbau des Leea kostete rund 3,4 Millionen Euro.
Fördergelder des Landes Mecklenburg-Vorpommern und EU-Strukturfondsmittel (Europäischer Fonds für regionale Entwicklung (EFRE)) sowie Beträge der Stadtwerke Neustrelitz GmbH sind die Finanzierungsquellen des Leea. Der Betrieb wird durch das Einwerben von Drittmitteln durch den Förderverein Leea e. V. sichergestellt. Ein bedeutender Mittelgeber ist die Deutsche Bundesstiftung Umwelt (DBU).
Betreiber des Landeszentrums Leea GmbH ist eine Tochterfirma der Stadtwerke.

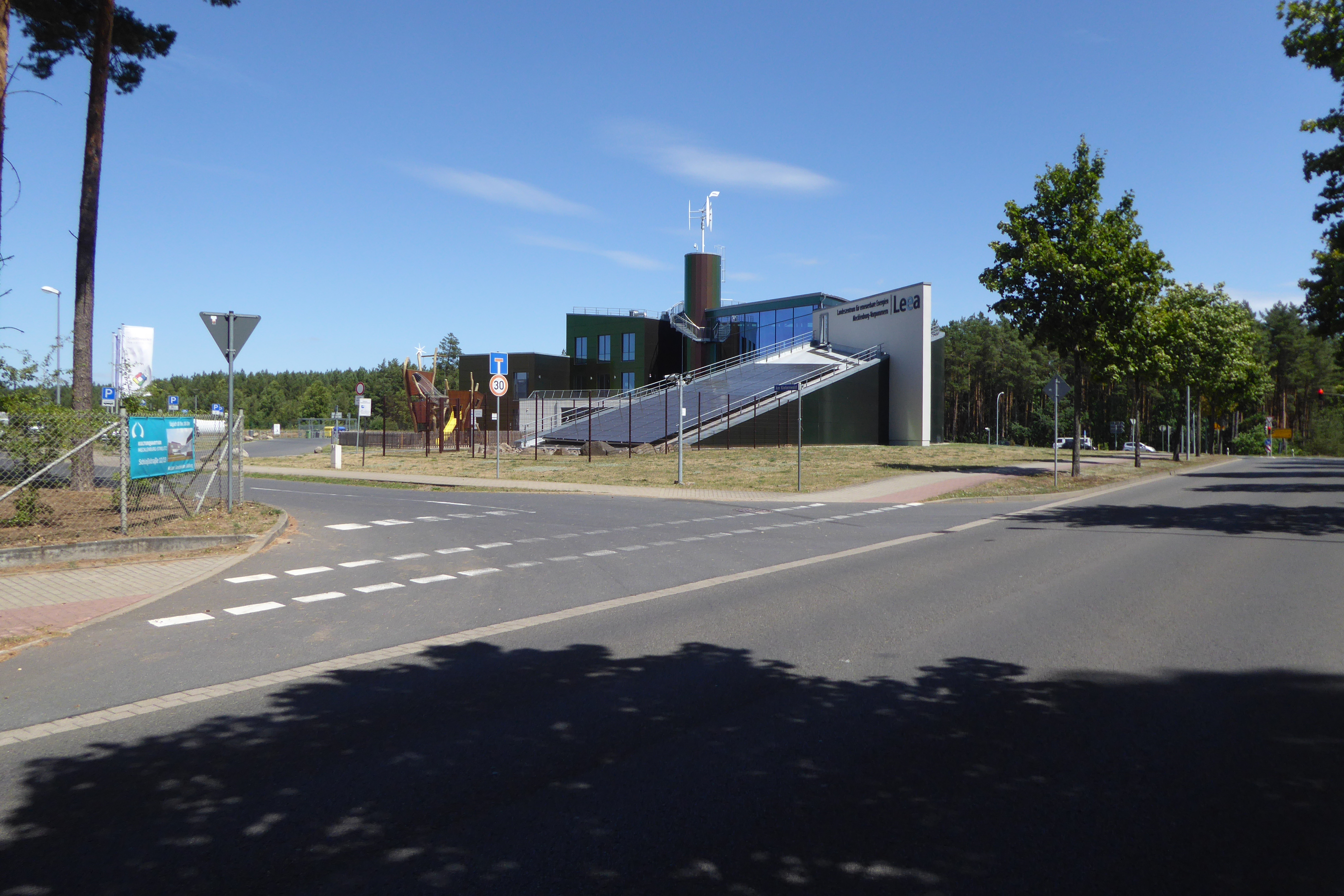
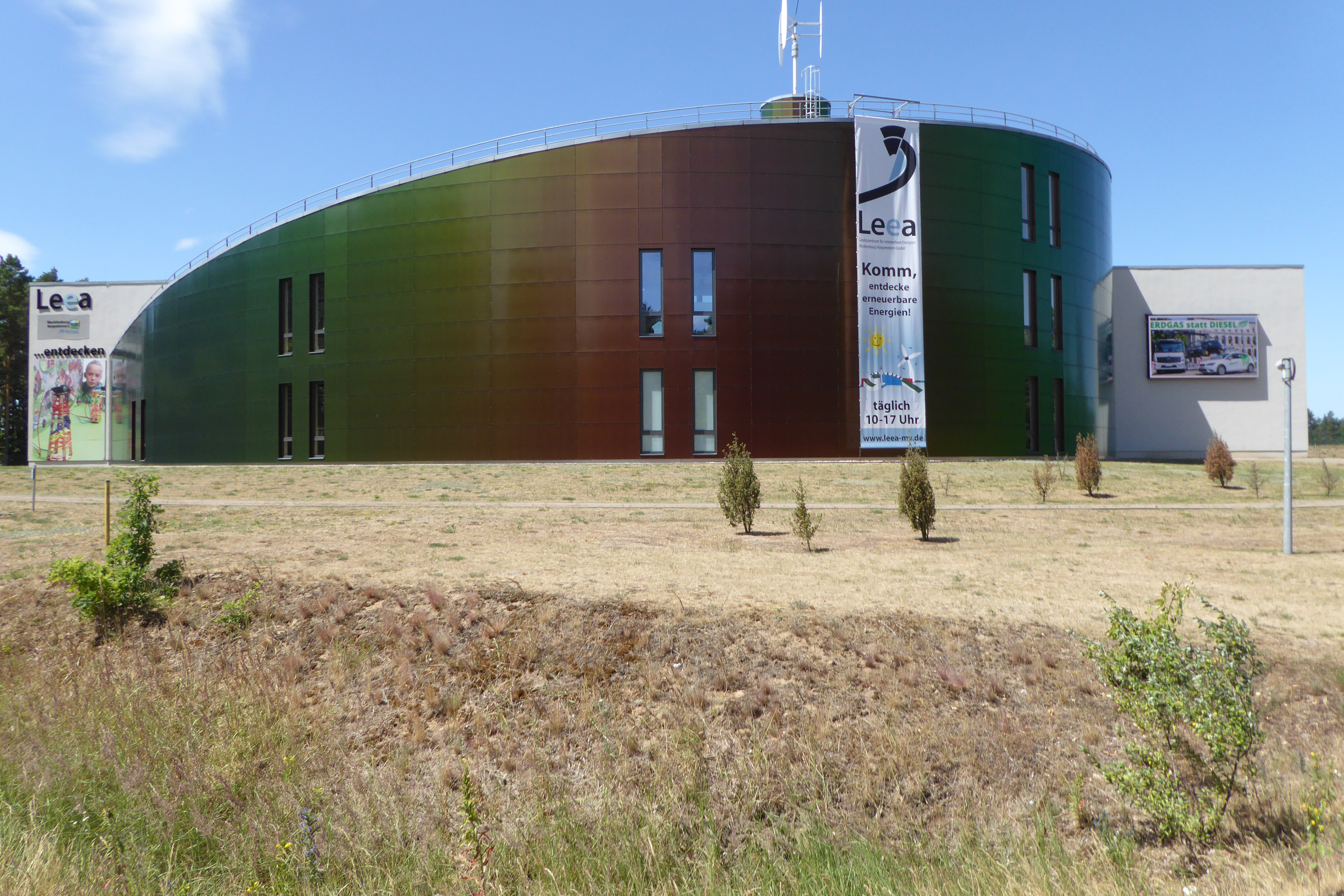
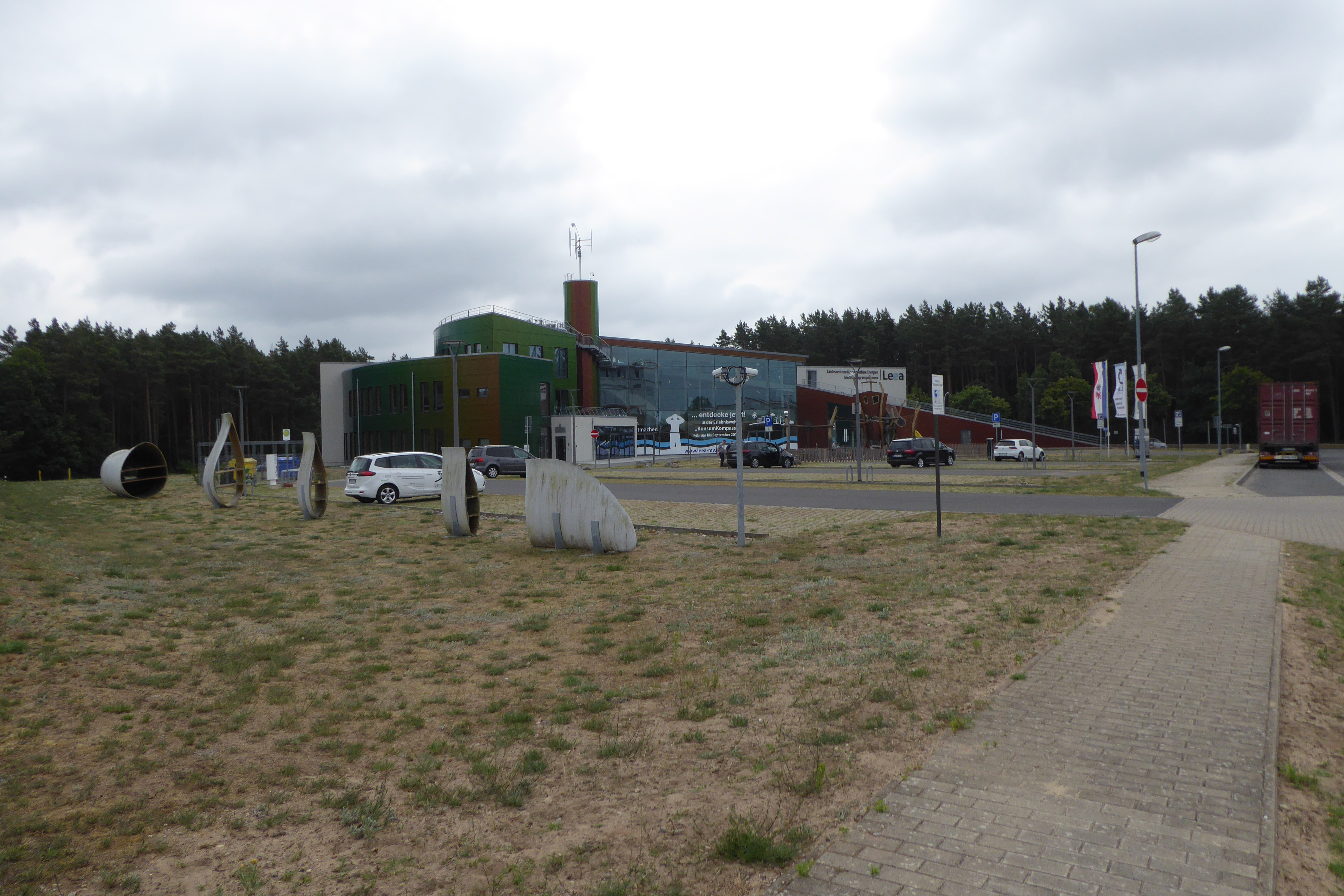